# Brian Thompson (navigateur)
Ne doit pas être confondu avec Alex Thomson.
Pour les articles homonymes, voir Brian Thompson et Thompson.
 (novembre 2019).
Si vous disposez d'ouvrages ou d'articles de référence ou si vous connaissez des sites web de qualité traitant du thème abordé ici, merci de compléter l'article en donnant les références utiles à sa vérifiabilité et en les liant à la section « Notes et références ».
 (novembre 2019).
Brian Thompson, né le 5 mars 1962, est un skipper et navigateur britannique.

## Biographie
Brian Thompson se fait connaître en remportant, en classe V, l'édition 1992 de l'Ostar (la Transat anglaise) avec son propre bateau, Transient, un trimaran de 35 pieds. Il établit un record de traversée dans sa catégorie, en 18 jours et 6 heures.
Il a beaucoup navigué sur multicoques, travaillant notamment avec Steve Fosset avec lequel il détient plusieurs records notamment le tour du monde à la voile en 2004.
En 2005, il remporte l'Oryx quest, course autour du monde en équipage, en skipper de Doha 2006, ex-Club Med.
En 2006, il remporte la Volvo Ocean Race sur ABN AMRO One dans l'équipage de Mike Sanderson. La même année il se classe sixième de la Route du Rhum en classe  60 pieds IMOCA.
Il termine cinquième du Vendée Globe 2008-2009 sur le Bahrein Team Pindar, également dans la classe IMOCA.
En janvier 2012, il est présent en tant que barreur et régleur dans l'équipage de Loïck Peyron, sur le Maxi Banque Populaire V, lorsque ce dernier remporte trophée Jules-Verne en établissant en 45 jours 13 heures et 42 minutes un nouveau record battant celui de Franck Cammas établi en 2010.